# Cheltenham
Cheltenham [ˈtʃɛltnəm] (oder Cheltenham Spa) ist ein Badeort (daher Spa) und Borough in Gloucestershire im Südwesten Englands. Der Wahlspruch der Stadt lautet: Salubritas et Eruditio – Gesundheit und Bildung. Cheltenham ist auch Sitz der Government Communications Headquarters (GCHQ).
Die Stadt genießt einen Ruf als vornehme und reiche Stadt. Seit der Entdeckung der stark mineralhaltigen Quellen im Jahre 1716 ist die Stadt ein Badeort von überregionaler Bedeutung, wenn auch keine Abfüllung des Wassers mehr erfolgt.
Von nationaler Bedeutung ist die Stadt durch das in ihrer Nähe liegende Cheltenham College, eine der renommiertesten Schulen des Landes, die sowohl Internat (Boarding School) als auch Tagesschule ist. Seit seiner Gründung 1841 hat sich das College zu einer der größten derartigen Einrichtungen in England entwickelt. Die Erziehung ist an ganzheitlich-humanistischen, christlichen Idealen ausgerichtet.
Cheltenham ist zusammen mit dem benachbarten Gloucester Sitz der University of Gloucestershire.

## Cheltenham Festival
Aus internationaler Sicht genießt Cheltenham Berühmtheit durch die Pferderennen. Der Cheltenham Racecourse am Stadtrand im Vorort Prestbury ist das Zentrum der britischen „National Hunt Season“ (Hürdenrennen und Jagdrennen). Die Parcours werden von November bis April genutzt. Höhepunkt ist der Cheltenham Gold Cup, der Mitte März während des Cheltenham Festivals stattfindet. Da dies zeitgleich zum Saint Patrick’s Day stattfindet, finden sich viele irische Touristen mit Interesse am Pferde- und Wettsport in der Stadt ein. Aus irischer Sicht ist Cheltenham auch ein Synonym für den dreifachen Sieg ihres Championpferdes Arkle (1964–1966) über den englischen Konkurrenten Mill House, der auch in einem Denkmal verewigt wurde.
Belas Knap ist ein Cotswold Severn Tomb auf dem Cleeve Hill nordöstlich von Cheltenham.

## Sport
Im The Centaur wurden als wichtige Ranglistenturniere im Snooker 2019, 2020 und 2023 der World Grand Prix ausgetragen. Seit 2023 finden dort auch die British Open statt.
Der bedeutendste Fußballverein der Stadt, Cheltenham Town, spielt derzeit in der viertklassigen League Two und trägt seine Heimspiele im Stadion an der Whaddon Road aus.

## Städtepartnerschaften
Städtepartnerschaften bestehen
- mit Annecy, Frankreich,
- mit Cheltenham, Pennsylvania, USA,
- mit Göttingen, Deutschland,
- mit Sotschi, Russland, und
- mit Weihai, Volksrepublik China.

Besondere Beziehungen gepflegt werden auch
- mit Stampersgat, Niederlande
- mit Kisumu, Kenia

## Lage
Die Grafschaft Gloucestershire umfasst Gloucester und Cirencester. Sie grenzt im Westen an Wales. Die Stadt liegt am Westrand der Cotswolds, des hügeligen „Herzens Englands“, und 140 km westnordwestlich von London und 65 km südlich von Birmingham.

## Verkehr
Der Flughafen Gloucestershire liegt 7 km von der Gemeinde entfernt.

## Persönlichkeiten

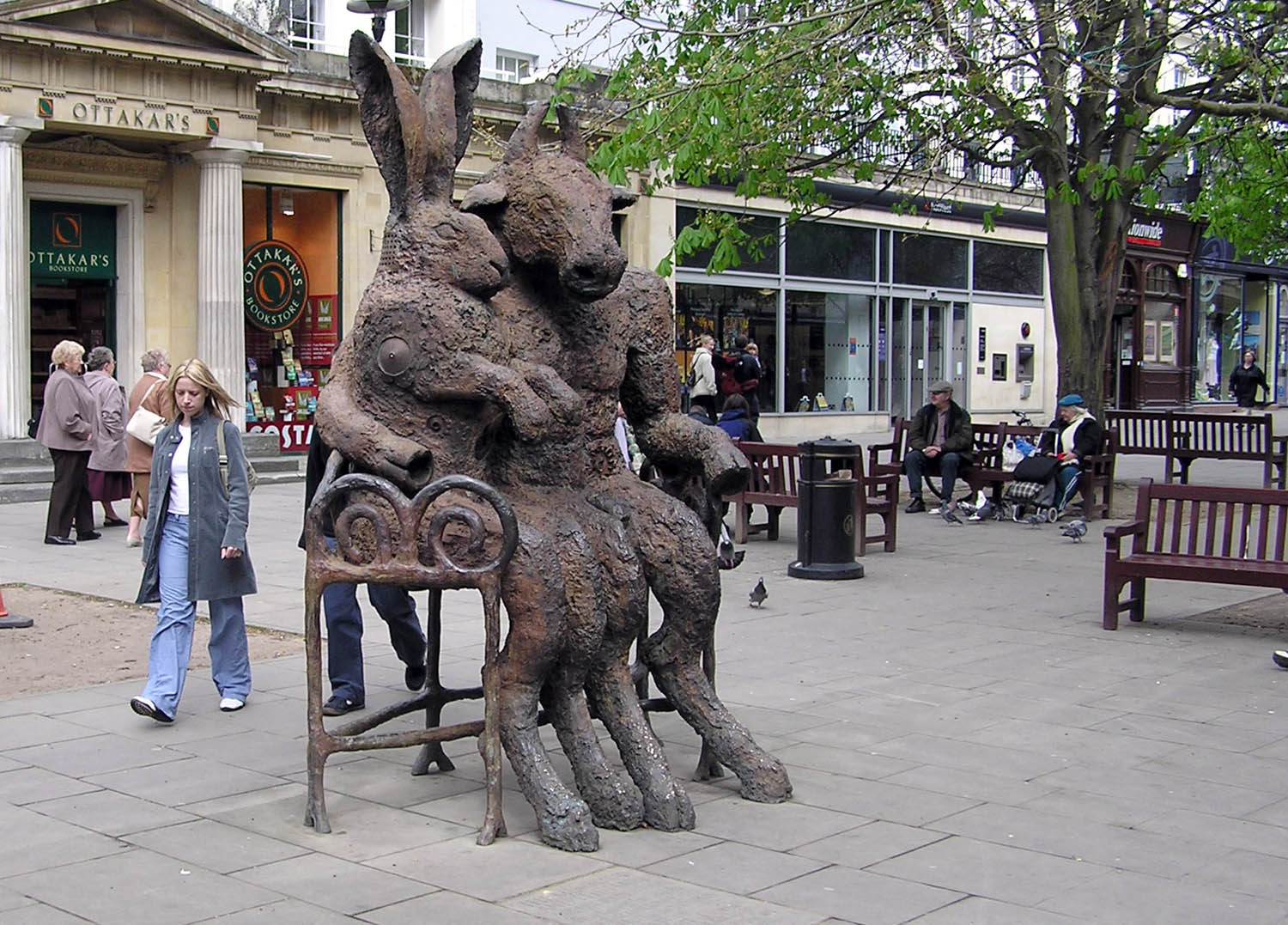
The Minotaur and the Hare, Skulptur im Stadtzentrum

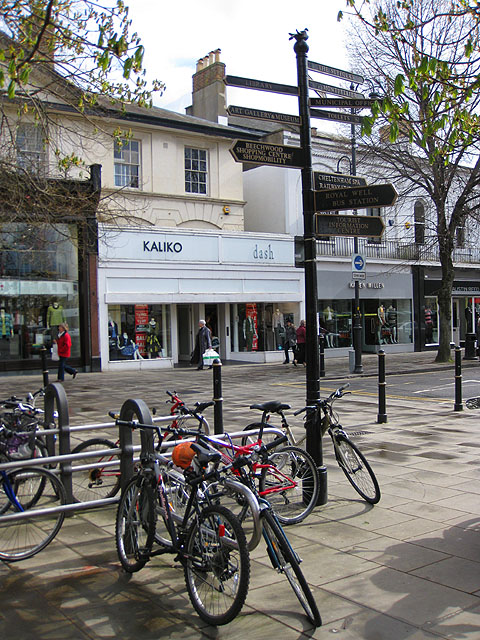
Cheltenham Promenade Fahrradstation

- Edward Inglefield (1820–1894), Admiral und Polarforscher
- Catherine Fulton (1829–1919), neuseeländische Frauenrechtlerin, Sozialreformerin und Philanthropin
- Clara Montalba (1840–1929), Aquarellmalerin
- Henry John Elwes (1846–1922), Botaniker, Naturforscher und Entomologe
- Claude Reignier Conder (1848–1910), Palästinaforscher
- Edward Adrian Wilson (1872–1912), Arzt und Polarforscher
- Edward H. Bennett (1874–1954), US-amerikanischer Architekt und Stadtplaner
- Rowland Biffen (1874–1949), Botaniker, Mykologe und Genetiker
- Gustav Holst (1874–1934), Komponist
- Sigismund Payne Best (1885–1978), Captain beim Secret Intelligence Service
- Raymond Priestley (1886–1974), Geologe und Polarforscher
- Arthur Harris (1892–1984), im Zweiten Weltkrieg Oberkommandierender des RAF Bomber Command und Luftmarschall der britischen Royal Air Force
- Ralph Richardson (1902–1983), Schauspieler
- Laurence Mitchell (1921–2009), Autorennfahrer
- Charles Reginald Dodwell (1922–1994), Kunsthistoriker
- Robert Hardy (1925–2017), Schauspieler
- Richard Vickers (1928–2024), Generalleutnant
- Brian Jones (1942–1969), Musiker (The Rolling Stones)
- Richard O’Brien (* 1942), Schauspieler, Autor und Komponist
- Mick Farren (1943–2013), Journalist, Autor und Sänger
- Richard Loncraine (* 1946), Regisseur
- Felicity Lott (* 1947), Sopranistin
- Michael Burston (1949–2011), Gitarrist
- Henry Bellingham (* 1955), Politiker
- Jaz Coleman (* 1960), Musiker, Sänger, Komponist
- Eddie Edwards (* 1963), Skispringer
- Steve Cotterill (* 1964), Fußballspieler
- Jason Sklenar (* 1970), Biathlet
- Duncan Pugh (1974–2023), australischer Bobfahrer
- Paul Casey (* 1977), Golfspieler
- Leon Taylor (* 1977), Wasserspringer
- Nikki Bartlett (* 1987), Triathletin
- Jack Lisowski (* 1991), Snookerspieler
- Liam Hess (* 1992), Schauspieler
- Eric Dier (* 1994), Fußballspieler
- Thomas George (* 1994), Ruderer
- Danielle Gibson (* 2001), Cricketspielerin
- Zak O’Sullivan (* 2005), Automobilrennfahrer